# أخدرية أنغلمانية
أخدرية أنغلمانية (الاسم العلمي: Oenothera engelmannii) هو نوع نباتي يتبع جنس الأخدرية من الفصيلة الأخدرية.